# Tonda (Tondela)
Tonda ist eine Gemeinde (Freguesia) im portugiesischen Kreis Tondela. In ihr leben 893 Einwohner (Stand 19. April 2021).